# Olios kassenjicola
Olios kassenjicola är en spindelart som beskrevs av Embrik Strand 1916. Olios kassenjicola ingår i släktet Olios och familjen jättekrabbspindlar. Inga underarter finns listade i Catalogue of Life.